# D. Lane Powers
David Lane Powers (* 29. Juli 1896 in Philadelphia, Pennsylvania; † 28. März 1968 in Feasterville, Pennsylvania) war ein US-amerikanischer Politiker. Zwischen 1933 und 1945 vertrat er den Bundesstaat New Jersey im US-Repräsentantenhaus.

## Werdegang
Lane Powers besuchte die öffentlichen Schulen seiner Heimat und danach bis 1915 das Pennsylvania Military College in Chester. Während des Ersten Weltkrieges war er Leutnant bzw. Oberleutnant einer Pionier-Infanterieeinheit der US Army. Im Jahr 1919 zog er nach Trenton, wo er in der Bauindustrie tätig wurde. Gleichzeitig begann er als Mitglied der Republikanischen Partei eine politische Laufbahn. Zwischen 1928 und 1930 saß er als Abgeordneter in der New Jersey General Assembly.
Bei den Kongresswahlen des Jahres 1932 wurde Powers im vierten Wahlbezirk von New Jersey in das US-Repräsentantenhaus in Washington, D.C. gewählt, wo er am 4. März 1933 die Nachfolge von Charles Aubrey Eaton antrat. Nach sechs Wiederwahlen konnte er bis zu seinem Rücktritt am 30. August 1945 im Kongress verbleiben. Während seiner Zeit im Kongress wurden dort die New-Deal-Gesetze der Bundesregierung unter Präsident Franklin D. Roosevelt verabschiedet. Seit 1941 war auch die Arbeit des Kongresses von den Ereignissen des Zweiten Weltkrieges geprägt. 1933 wurde der 21. Verfassungszusatz ratifiziert, durch den der 18. Zusatzartikel aus dem Jahr 1919 wieder aufgehoben wurde. Dabei ging es um die Prohibitionsbestimmungen.
Lane Powers legte am 30. August 1945 sein Abgeordnetenmandat nieder, nachdem er in die Public Utilities Commission von New Jersey berufen wurde, die sich mit der allgemeinen Versorgung des Staates mit Wasser, Strom und Gas befasst. Er blieb bis 1967 Mitglied dieser Kommission. Powers starb am 28. März 1968 in Feasterville und wurde in Trenton beigesetzt.